# Book of Deer

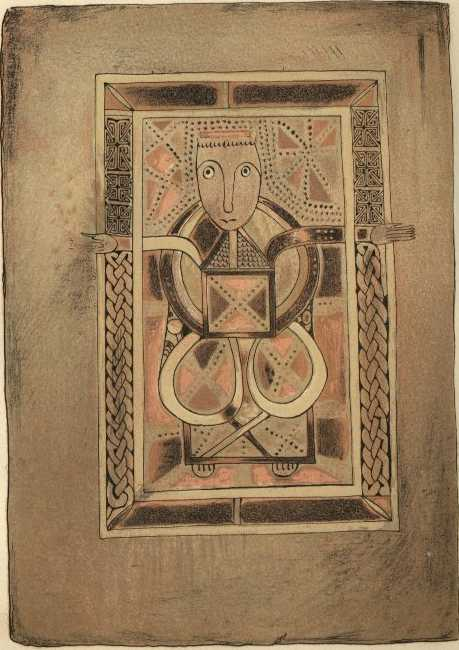
Folio 29v contenente un ritratto dell'evangelista Luca.

Il Book of Deer (Cambridge University Library, MS. Ii.6.32) è un evangeliario in lingua latina del X secolo proveniente dal monastero Old Deer (Aberdeenshire, Scozia), con aggiunte, dei primi anni del XII secolo, in latino, irlandese antico e gaelico scozzese. Esso è importante in quanto contiene la più antica letteratura superstite della Scozia in gaelico. L'origine del libro è incerta, comunque, potrebbe essere il manoscritto più antico prodotto in Scozia (anche se il Book of Kells è noto per aver avuto origine in quelle che oggi sono le Lowlands scozzesi. Il libro ha 86 fogli e misura 54 mm x 107 mm.
Il Book of Deer è stato custodito presso la biblioteca della University of Cambridge dal 1715, quando la biblioteca del vescovo di Ely e Norwich (East Anglia) venne donata all'Università da re Giorgio I. Prima di allora è probabile che il libro fosse in possesso del preside della Scuola della Cattedrale di San Paolo a Londra.

## Contenuto
I testi latini contengono alcune parti dei vangeli secondo Matteo, Marco e Luca, una parte dell'Office for the Visitation of the Sick, il testo completo del Vangelo secondo Giovanni e gli Atti degli apostoli. Esso termina con un colophon in irlandese antico. I testi dei vangeli sono basati sulla Vulgata ma contengono alcune peculiarità uniche nei vangeli in lingua irlandese. I testi sono scritti in irlandese minuscolo corsivo, apparentemente da un unico scriba. Anche se il testo del manoscritto è nella tradizione dei vangeli irlandesi, gli studiosi hanno sostenuto che il manoscritto è stato prodotto in Scozia.

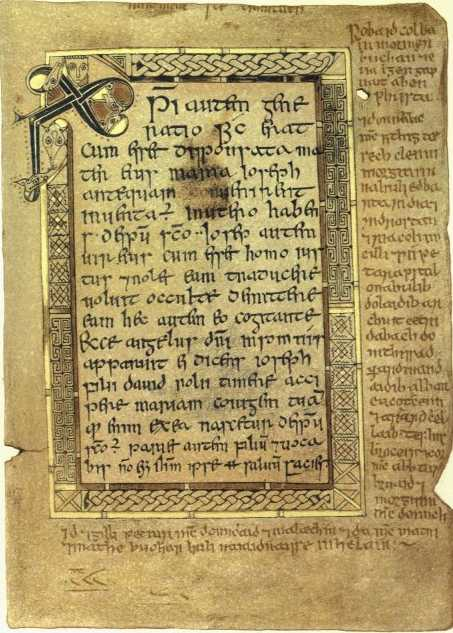
Folio 5r contenente il testo del Vangelo secondo Matteo da 1:18 a 1:21. Notare il monogramma Chi Rho nel margine superiore. I margini contengono testo in gaelico.

Ci sono sette testi scritti in gaelico scozzese negli spazi che circondano le voci principali. Questi marginalia includono un resoconto sulla fondazione del monastero di Deer da parte di san Colombano e da san Drostan, la registrazione di cinque appezzamenti di terreno donati al monastero e dati sull'esenzione dal pagamento di tributi su determinati benefici concessi al monastero. C'è anche copia di un atto, in latino, di Davide I di Scozia nel quale concedeva, al monastero, protezione "da ogni adempimento laico ed esazione impropria". I testi sono stati scritti in gaelico da ben cinque mani diverse. Questi rappresentano i primi documenti superstiti sull'uso del gaelico in Scozia e sono importanti per aver fatto luce sullo sviluppo del gaelico in terra scozzese.

### Miniature
Il manoscritto è miniato. Dispone di una serie di miniature completa e ben ponderata. Comprende quattro pagine con una miniatura a pagina intera dei quattro evangelisti. Ogni ritratto è affiancato ad una pagina di testo circondata da un bordo miniato. Ognuna di queste pagine di testo ha un grande capolettera. Il libro si apre con una miniatura a piena pagina dei quattro evangelisti e si chiude con due pagine affiancate ciascuna con una miniatura a piena pagina degli evangelisti. Il testo finale del vangelo secondo Giovanni si conclude con una miniatura di due uomini su mezza pagina. Ci sono capilettera iniziali decorati in tutto il testo. Esistono anche dieci pagine, tutte nella metà finale del libro, con disegni marginali di uomini, animali o semplici scarabocchi.

## Provenienza
Il manoscritto deriva il suo nome dal monastero di Deer, menzionato nei testi in gaelico e nella concessione in latino di re Davide I. Purtroppo, la fondazione del monastero di Deer non ha lasciato altra traccia della sua esistenza, anche se un monastero cistercense, fondato nelle vicinanze nel 1219, possedeva alcune terre di cui ai testi in gaelico. Il manoscritto giunse alla Cambridge University Library nel 1715 quando la biblioteca di John Moore, vescovo di Norwich e Ely, venne acquistata e poi donata da Giorgio I, all'Università. Non è noto come il manoscritto fosse giunto nella biblioteca del vescovo Moore, ma alcuni sospettano che potrebbe essere stato saccheggiato durante le guerre di indipendenza scozzesi fra il tardo XIII secolo e gli inizi del XIV.